# Xanthomera robusta
Xanthomera robusta là một loài bướm đêm trong họ Noctuidae.